# Engelbert Steiner
Engelbert Steiner (* 2. Mai 1904 in Traunstein; † 8. September 1943 in Berlin-Plötzensee) war ein deutscher Arbeiter und Opfer des Nationalsozialismus. Er wurde als Mitglied der KPD im Dritten Reich verfolgt, mehrfach inhaftiert und während der Plötzenseer Blutnächte hingerichtet.

## Leben
Engelbert Steiner wurde in der Traunsteiner Schützenstraße als Sohn von Maria Reiter geboren. Über den Vater ist nichts bekannt. Seine Mutter heiratete nach der Geburt Engelberts den aus Inzell stammenden Franz Steiner. Die Familie zog später nach Westerbuchberg, nachdem sie dort einen Hof erworben hatte. Dort besuchte Engelbert die Schule, arbeitete später als Torfstecher in Rottau. Des Weiteren arbeitete er im Kalksteinbruch Staudach/Egerndach sowie als Schrankenwärter in Übersee am Chiemsee. Er war seit 1928 mit Therese verheiratet. Das Paar hatte vier Kinder.
Unmittelbar nach der "Machtergreifung" der Nationalsozialisten 1933 wurde er erstmals in sogenannte Schutzhaft genommen. Am 11. April 1942 wurde er in Traunstein verhaftet, nachdem ein Arbeitskollege ihn nach einem Gespräch mit dem Sohn des Kollegen beim Bürgermeister denunziert hatte. Im Juni 1943 fand nach einer einjährigen Haft in München die erste Verhandlung statt. Weitere Verhandlungen wegen Hochverrats fanden in Berlin vor dem Volksgerichtshof statt. Steiner wurde zum Tode verurteilt und am 8. September 1943 in Plötzensee hingerichtet.